# 18 листопада
18 листопада — 322-й день року (323-й у високосні роки) у григоріанському календарі. До кінця року залишається 43 дні.

## Свята і пам'ятні дні

### Міжнародні
- Європейський Союз: Європейський день захисту дітей від сексуальної експлуатації та сексуального насильства

### Національні
- Латвія: День Незалежності. (1918)
- Оман: Національний День Оману (1940)
- Марокко: День Незалежності Марокко (1956)
- Гаїті: День армії і перемоги.
- Україна: День сержанта Збройних Сил України (2019)

### Релігійні
Православ'я:
- Мученика Платона.
- Мучеників Романа, диякона, і отрока Варула.
- Мучеників Закхея, диякона Гадаринського, і Алфея, читця Кесарійського.

## Іменини
✙ Православні:  Роман, Платон.
✝  Католицькі:

## Події
- 1626 — У Римі Папа Римській Урбан VIII освятив собор святого Петра, нині резиденцію всіх Пап.
- 1654 — почалася оборона козацької фортеці Буша на Поділлі від військ Речі Посполитої.
- 1775 — Указом імператриці Катерини II в Російській імперії запроваджено поділ на губернії.
- 1838 — (за старим стилем 6 листопада) Т.Шевченко завершив перший (втрачений) варіант «Тарасової ночі», фінальної поезії «Кобзаря Т.Шевченка». Перша поезія написана до «Кобзаря» — «Катерина».
- 1883 — У США введено єдину систему визначення часу: доти кожне місто самé встановлювало собі час.
- 1918 — Перемога під Мотовилівкою дивізії Січових стрільців Євгена Коновальця над загонами, вірними гетьману П.Скоропадському.
- 1918 — Проголошено незалежність Латвійської Республіки; першим главою уряду обрано Карліса Улманіса.
- 1928 — на екрани вийшов мультфільм «Пароплавчик Віллі» виробництва компанії Волта Діснея. Цей день вважають днем народження Міккі Мауса — символу компанії.
- 1932 — вийшла Постанова ЦК КП(б)У «Про заходи щодо посилення хлібозаготівель», згідно з якою за невиконання планів хлібозаготівель сільські господарства каралися натуральними штрафами, тобто конфіскацією 15-місячної норми м'яса, і Постанова Політбюро ЦК КП(б)У «Про ліквідацію контрреволюційних гнізд та розгром куркульських груп».
- 1933 — об'єднаний пленум Центрального комітету та Центральної контрольної комісії КП(б)У розглянув питання про «український націоналістичний ухил» і прийняв постанову про припинення політики українізації.
- 1935 — розпочався Варшавський процес над групою членів ОУН. Закордонна й місцева преса подавала реферовані промови обвинувачених, які зуміли схилити на свій бік багатьох симпатиків (завершився 13 січня 1936).
- 1935 — у Ризі відкрито Монумент Свободи
- 1978 — в джунглях Гаяни близько 1000 учасників секти «Храм Народів» покінчили життя самогубством
- 1990 — Мстислав Скрипник прибув зі США до Києва, де в соборі св. Софії відбулася його інтронізація на патріарха УАПЦ
- 2005 — Сенат США скасував обмежувальну зовнішньоторгівельну поправку Джексона-Вейніка для України.
- 2007 — внаслідок вибуху метану на орендному підприємстві «Шахта ім. О. Ф. Засядька» (Донецьк) загинули 100 гірників (ще один згодом помер у лікарні).

## Народились
Дивись також Категорія:Народились 18 листопада
- 1647 — П'єр Бейль, французький філософ, літератор, видавець, викладач.
- 1744 — Нестор Амбодик-Максимович, український вчений-енциклопедист, один з основоположників наукового акушерства, фітотерапії, ботаніки.
- 1783 — Жиґмонд Перені, угорський барон з родини Перені, учасник Угорської революції 1848—1849 років.
- 1786 — Карл Марія фон Вебер, німецький композитор, диригент і піаніст.
- 1787 — Луї Дагер, французький художник і винахідник, першим розробив практично придатний спосіб виготовлення фотознімків — дагеротипію.
- 1847 — Володимир Навроцький, український вчений-економіст, статистик i публіцист.
- 1859 — Кость Левицький, український правознавець, історик, письменник, перекладач, голова Державного секретаріату ЗУНР, засновник і голова Національної Ради у Львові (1941).
- 1886 — Софія Альбіновська-Мінкевич, українська художниця, майстриня малярства та графіки.
- 1897 — Патрік Блекетт, британський фізик, лауреат Нобелівської премії 1947 року
- 1900 — Георгій Кістяківський, американський фізик і хімік українського походження.
- 1901 — Джордж Ґеллап, американський статистик, засновник соціологічної служби.
- 1906 — Клаус Манн, німецький письменник, старший син Томаса Манна.
- 1913 — Георгій Майборода, український композитор, автор опер («Мілана», «Арсенал», «Ярослав Мудрий», «Тарас Шевченко»), симфоній і симфонічних поем («Лілея», «Каменярі»), пісень і романсів.
- 1921 — Дмитро Міщенко, український письменник, кандидат філологічних наук, лауреат Державної премії України ім. Т. Г. Шевченка (1993).
- 1939 — Аманда Лір, французька співачка, модель, акторка, художниця й телеведуча.
- 1944 — Вольфганг Йооп, відомий німецький модельєр, засновник будинку моди «JOOP!».
- 1962 — Кірк Гемметт, гітарист гурту «Metallica».
- 1986 — Елім Чан, гонконзька диригентка.

## Померли
Дивись також Категорія:Померли 18 листопада
- 1683 — Інокентій Ґізель, архімандрит, український церковний полеміст, імовірний автор «Синопсису» — першого нарису історії України, ректор Могилянської Академії.
- 1689 — Якоб ван дер Ульфт, нідерландський живописець й архітектор періоду Золотої доби голландського живопису.
- 1827 — Вільгельм Гауфф, німецький письменник-казкар.
- 1887 — Густав Фехнер, німецький фізик, філософ, засновник психофізики
- 1922 — Марсель Пруст, французький письменник, один з родоначальників модернізму в літературі («В пошуках втраченого часу»).
- 1928 — Моріц Стіллер, шведський кінорежисер, сценарист та актор німого кіно.
- 1941 — Вальтер Герман Нернст, німецький хімік. Лауреат Нобелівської премії з хімії.
- 1952 — Поль Елюар, французький поет-сюрреаліст.
- 1962 — Нільс Бор, данський фізик, лауреат Нобелівської премії з фізики (1922).
- 1976 — Ман Рей, французький та американський художник, фотограф і кінорежисер.
- 1987 — Жак Анкетіль, французький професійний велогонщик, універсал, один з найбільш титулованих велогонщиків в історії. П'ятиразовий переможець Тур де Франс.
- 1996 — Зиновій Гердт, радянський актор театру та кіно.
- 2017 — Малькольм Янг, рок-музикант, відомий як засновник і ритм-гітарист австралійської рок-групи AC/DC.